# وزشت
وزشت دوران، روستایی از توابع بخش مرکزی شهرستان رضوان‌شهر در استان گیلان ایران است.

## جمعیت
این روستا در دهستان خوشابر قرار دارد و براساس سرشماری مرکز آمار ایران در سال 1395، جمعیت آن 210 نفر (68 خانوار) بوده ‌است. 

## سد مخزنی شفارود
روستاهای شالم، وزشت دوران و بخشی از روستای سرک به دلیل ساخت سد محزنی شفارود،تخلیه شده و در سال 1400 با آبگیری سد شفارود به زیر آب خواهد رفت. 